# Roig-Kammratte
Die Roig-Kammratte (Ctenomys roigi) ist eine Art der Kammratten. Die Art kommt endemisch im Nordosten von Argentinien vor, wo sie nur aus einer Region entlang des Río Paraná in der Provinz Corrientes nachgewiesen ist.

## Merkmale
Die Roig-Kammratte erreicht eine Gesamtlänge von 26,0 bis 30,0 Zentimetern bei einer Kopf-Rumpf-Länge von 17,6 bis 20,0 Zentimetern und einer Schwanzlänge von 7,6 bis 9,9 Zentimeter, das Gewicht beträgt etwa 230 Gramm. Die Hinterfußlänge beträgt mit Klaue 34,5 bis 43,8 Millimeter. Es handelt sich damit um eine relativ große Art der Gattung, wobei die Männchen in der Regel ein wenig größer und schwerer werden als die Weibchen. Die Rückenfärbung ist braun, wobei das Fell auf dem Rücken selbst eher sandbraun und an den Flanken lehmbraun ist und vom Kopf zum Rumpf graduell heller wird. Der Bauch ist bei den meisten Individuen zimtfarben mit cremeweißer Einwaschung und weißen Flecken im Bereich der Achseln und in der Lende. Der Kopf ist oberseits von der Schnauze bis in den Nacken dunkelbraun gefärbt, ein heller Kragen ist nicht ausgebildet. Die Beine und Füße sind fast weiß und der Schwanz ist mit einzelnen weißen Haaren bedeckt sowie leicht zweifarbig mit dunkler Oberseite und hellerer Unterseite.
Der Schädel ist kräftig und stabil gebaut. Die Paukenhöhlen sind nur leicht vergrößert und in der Draufsicht auf den Schädel nicht sichtbar. Die Jochbögen sind kräftig und weit ausladend. Die Schnauzenregion ist kurz und kräftig mit breiten Nasenbeinen. Die oberen Schneidezähne ragen deutlich vor (proodont). Der Penisknochen (Bacculum) ist klein und löffelartig.
Der Karyotyp besteht aus einem doppelten Chromosomensatz von 2n = 48 (FN=76) Chromosomen. Die Spermien sind symmetrisch.

## Verbreitung
Das Verbreitungsgebiet der Roig-Kammratte ist auf den Nordosten Argentiniens beschränkt, wo die Art endemisch nur in einem Gebiet mit einer Länge von 12 Kilometern entlang des Río Paraná in der Provinz Corrientes nachgewiesen ist.

## Lebensweise
Über die Lebensweise der Roig-Kammratte liegen wie bei den meisten Arten der Kammratten nur sehr wenige Informationen vor. Sie lebt wie alle Kammratten weitgehend unterirdisch in Gangsystemen. Als Lebensraum nutzt sie sandig-lehmige Böden in Flussufernähe, teilweise auch in Weidegebieten. Die Tiere ernähren sich generalistisch vegetarisch von den verfügbaren Pflanzen, vor allem von Gräsern und Laub. Dabei fressen sie meist unterirdisch an Knollen, Wurzeln und Stängeln oder sie rupfen Vegetation aus dem Umfeld des Baus und ziehen diese unter die Erde.
Die Tiere sind Einzelgänger (solitär) in aneinander angrenzenden Bauen. Die Fortpflanzung erfolgt im Frühjahr und Sommer, wobei etwa 50 % der Weibchen im Oktober tragend oder stillend sind. Die Weibchen gebären nur sehr kleine Würfe, durchschnittlich mit nur einem bis zwei Jungtieren. Im Dezember sind etwa 40 % der nicht ausgewachsenen Tiere Nachwuchs aus dem aktuellen Jahr.

## Systematik
Die Roig-Kammratte wird als eigenständige Art innerhalb der Gattung der Kammratten (Ctenomys) eingeordnet, die aus etwa 70 Arten besteht. Die wissenschaftliche Erstbeschreibung der Art stammt von dem argentinischen Zoologen Julio Rafael Contreras aus dem Jahr 1988, der sie anhand von Individuen aus Costa Mansión, etwa 10 Kilometer südlich von Empedrad in der Provinz Corrientes in Argentinien beschrieb. Aufgrund von molekularbiologischen Daten wird sie der torquatus-Gruppe um die Halsband-Kammratte (Ctenomys torquatus) zugerechnet.
Innerhalb der Art werden neben der Nominatform keine Unterarten unterschieden. Benannt ist die Art nach Virgilio Germán Roig, einem argentinischen Biologen.

## Status, Bedrohung und Schutz
Die Roig-Kammratte wird von der International Union for Conservation of Nature and Natural Resources (IUCN) als vom Aussterben bedroht („critically endangered“) gelistet. Als Begründung wird vor allem das sehr kleine Verbreitungsgebiet mit einer Lebensraumfläche von weniger als 10 km² innerhalb einer Gesamtregion von maximal 96 km² angegeben. Die Art ist nur von einem Fundort bekannt und besteht aus nur einer oder zwei nahe beieinanderlebenden Populationen. Das verfügbare Habitat ist durch die landwirtschaftliche Nutzung und Überweidung gefährdet.

## Belege
1. 1 2 3 4 5 6 7 8 9 10 11 12  Roig’s Tuco-tuco. In: T.R.O. Freitas: Family Ctenomyidae In: Don E. Wilson, T.E. Lacher, Jr., Russell A. Mittermeier (Herausgeber): Handbook of the Mammals of the World: Lagomorphs and Rodents 1. (HMW, Band 6) Lynx Edicions, Barcelona 2016, S. 522. ISBN 978-84-941892-3-4.
2. 1 2  Ctenomys roigi. In: Don E. Wilson, DeeAnn M. Reeder (Hrsg.): Mammal Species of the World. A taxonomic and geographic Reference. 2 Bände. 3. Auflage. Johns Hopkins University Press, Baltimore MD 2005, ISBN 0-8018-8221-4.
3. ↑  Beolens, Watkins & Grayson: The Eponym Dictionary of Mammals. JHU Press, 2009, ISBN 978-0-8018-9304-9, S. 346 (Roig).
4. 1 2  Ctenomys roigi in der Roten Liste gefährdeter Arten der IUCN 2019. Eingestellt von: C. J. Bidau, 2019. Abgerufen am 7. Mai 2020.